# Putot-en-Bessin
Putot-en-Bessin és un municipi francès situat al departament de Calvados i a la regió de Normandia. L'any 2007 tenia 395 habitants.

## Demografia

### Població
El 2007 la població de fet de Putot-en-Bessin era de 395 persones. Hi havia 125 famílies de les quals 13 eren unipersonals (9 homes vivint sols i 4 dones vivint soles), 36 parelles sense fills, 72 parelles amb fills i 4 famílies monoparentals amb fills.
La població ha evolucionat segons el següent gràfic:
Habitants censats

### Habitatges
El 2007 hi havia 144 habitatges, 134 eren l'habitatge principal de la família, 3 eren segones residències i 7 estaven desocupats. Tots els 144 habitatges eren cases. Dels 134 habitatges principals, 125 estaven ocupats pels seus propietaris, 8 estaven llogats i ocupats pels llogaters i 1 estava cedit a títol gratuït; 1 tenia una cambra, 2 en tenien dues, 10 en tenien tres, 25 en tenien quatre i 96 en tenien cinc o més. 100 habitatges disposaven pel capbaix d'una plaça de pàrquing. A 30 habitatges hi havia un automòbil i a 91 n'hi havia dos o més.

### Piràmide de població
La piràmide de població per edats i sexe el 2009 era:
| Homes | Edats   | Dones |
| ----- | ------- | ----- |
| 0     | 95 o +  | 0     |
| 0     | 90 a 94 | 0     |
| 0     | 85 a 89 | 4     |
| 0     | 80 a 84 | 8     |
| 0     | 75 a 79 | 0     |
| 4     | 70 a 74 | 0     |
| 12    | 65 a 69 | 4     |
| 8     | 60 a 64 | 8     |
| 4     | 55 a 59 | 8     |
| 32    | 50 a 54 | 16    |
| 8     | 45 a 49 | 16    |
| 16    | 40 a 44 | 12    |
| 12    | 35 a 39 | 12    |
| 4     | 30 a 34 | 12    |
| 16    | 25 a 29 | 8     |
| 16    | 20 a 24 | 0     |
| 4     | 15 a 19 | 8     |
| 12    | 10 a 14 | 8     |
| 36    | 5 a 9   | 8     |
| 8     | 0 a 4   | 8     |

## Economia
El 2007 la població en edat de treballar era de 271 persones, 210 eren actives i 61 eren inactives. De les 210 persones actives 194 estaven ocupades (106 homes i 88 dones) i 16 estaven aturades (8 homes i 8 dones). De les 61 persones inactives 27 estaven jubilades, 22 estaven estudiant i 12 estaven classificades com a «altres inactius».

### Ingressos
El 2009 a Putot-en-Bessin hi havia 137 unitats fiscals que integraven 414 persones, la mediana anual d'ingressos fiscals per persona era de 23.091 €.

### Activitats econòmiques
Dels 18 establiments que hi havia el 2007, 2 eren d'empreses de comerç i reparació d'automòbils, 1 d'una empresa d'hostatgeria i restauració, 4 d'empreses d'informació i comunicació, 1 d'una empresa financera, 2 d'empreses immobiliàries, 5 d'empreses de serveis, 2 d'entitats de l'administració pública i 1 d'una empresa classificada com a «altres activitats de serveis».
L'únic servei als particulars que hi havia el 2009 era una agència immobiliària.
L'únic establiment comercial que hi havia el 2009 era una carnisseria.
L'any 2000 a Putot-en-Bessin hi havia 7 explotacions agrícoles.

## Poblacions més properes
El següent diagrama mostra les poblacions més properes.